# 安藤直與
安藤 直與（あんどう なおとも）は、江戸時代後期の紀伊国田辺藩13代藩主。通称は駒五郎、信濃。

## 略歴
分家の大身旗本・安藤直之の五男として誕生。
文化5年（1808年）5月16日、先代当主・安藤道紀の隠居により家督を継ぐが、翌文化6年（1809年）に没した。
代わって、実兄・直則が跡を継いだ。

## 系譜
- 父：安藤直之（1743-1805）
- 母：不詳
- 養父：安藤道紀（1760-1825）
- 正室：安藤道紀養女 - 安藤次猷娘
- 養子
  - 男子：安藤直則（1780-1823） - 安藤直之の三男